# Franz Giftschütz
Franz Giftschütz (* 10. April 1748 in Wien; † 10. August 1788 ebenda) war ein österreichischer Pastoraltheologe.

## Leben
Franz Giftschütz war ein Sohn armer Eltern. Er studierte in Wien Theologie und war nach der Priesterweihe Hilfsgeistlicher und Frühprediger am Stephansdom in Wien, bis er in den ersten Jahren der Regierung Kaiser Josephs II. auf den Lehrstuhl der Pastoraltheologie an der Universität Wien berufen wurde. Der von ihm verfasste Leitfaden für die in den k. k. Erblanden vorgeschriebenen deutschen Vorlesungen über die Pastoraltheologie (1782, 3 Teile) erlebte bis zum Jahr 1811 fünf Auflagen und wurde im Auftrag der österreichischen Regierung zum Gebrauch für die außerdeutschen Provinzen der Monarchie auch ins Lateinische übersetzt; in Olmütz erschien 1788 eine tschechische Übersetzung. Die polnische Übersetzung unter dem Titel Osnowa przepisanego w cesarstwa Koronie dziedzicznych państwach uczenia teologii pastoralnej (Lemberg 1787) besorgte Mikołaj Skorodyński (1757–1805).
Sein Bruder war der Priester und Lehrer Karl Giftschütz (1753–1831).

## Schriften
- Leitfaden der in den K.K. Erblanden vorgeschriebenen deutschen Vorlesungen über die Pastoraltheologie; 1787 und öfter (Permalink).